# Кассиан (Крэчун)
Архиепи́скоп Кассиа́н (рум. Arhiepiscop Casian, в миру Костикэ Крэчун, рум. Costică Crăciun; 18 марта 1955, коммуна Лопэтарь, жудец Бузэу, Румыния) — епископ Румынской православной церкви, архиепископ Нижнедунайский (Митрополия Мунтении и Добруджи).

## Биография
Родился в крестьянской семье. Получил домашнее христианское образование, особенно от дедов и бабушек — Станчу и Аники, Стефана и Иоанны — которых считал первыми учителями веры.
В 1962—1970 годах учился в средней школе родного села. В 1970 году поступил в духовную семинарию им. епископа Кесария в Бузэу, которую окончил с отличием в 1975 году. В 1975—1976 годах проходил воинскую службу.
В 1976 году поступил в Православный богословский институт в Бухаресте, который закончил защитив диссертацию «Церковь — место поклонения в толкованиях основных церковных и святоотеческих писателей» под руководством профессора-протоиерея Ене Браниште. По окончании института в 1980 году был назначен профессором кафедры богословия духовной семинарии в Бузэу.
20 декабря 1980 года в Монастыре Чолану епископом Бузэуским Антонием (Плэмэдялэ) был пострижен в монашество с именем Кассиан, а на следующий день в кафедральном соборе в Бузэу был рукоположен в сан иеродиакона.
По данным «Национального совета по изучению архивов Секуритате», «был завербован в качестве информатора по предложению Департамента культов для того, чтобы он был отправлен на обучение за границу и использовался для информационного использованию в различных кругах в рамках румынской эмиграции».
В 1981 году на средства французского правительства и по благословению епископа Антония, поступил в докторантуру Университета гуманитарных наук — Страсбург II. Являлся клириком в Румынской православной часовне в Бадене, Германия. Как иеродиакон и докторант Страсбургского университета, он закладывает духовные основы румынской приходской общины в этом городе, организуя Создание культурной ассоциации «Приход Святого Иоанна Крестителя» в 1984 году. Как молодой богослов, на протяжении всего этого периода он участвовал во многих встречах, конференциях и симпозиумах в молодёжных ассоциациях и центрах монашеской духовности в стране и за рубежом. В 1984 году защитил докторскую диссертацию «Иконы и наружные фрески молдавских монастырей — попытка представления соотношения».
В 1984 году вернулся на пост профессора духовной семинарии духовной семинарии в Бузэу, но в 1985 году последовал за епископом Антонием (Плэмэдялэ) в Сибиу.
10 ноября 1985 года в митрополичьем соборе в Сибиу был рукоположен во иеромонаха. Затем в Монастыре Сымбэта-де-Сус был возведён в сан протосинкелла и архимандрита.
С 1985 по 1988 год служил духовным ассистентом Богословского института Сибиуского университета. В 1988 году был назначен ассистентом Богословского института Бухарестского университета и патриаршим инспектором по богословскому образованию и прослужил в этом качестве до 1990 году. 23 сентября 1986 года он подтверждает эквивалентность звания доктора богословия посредством углубленного изучения вопроса о приемлемости и представления докторской диссертации на румынском языке в Православном богословском институте в Бухаресте. В 1988—1990 годы служил настоятелем  Монастыря Антим в Бухаресте и являлся патриаршим инспектором в Бухаресте.
12 февраля 1990 года решением Священного Синода Румынской православной церкви по предложению архиепископа Анфима (Ники) был избран викарным епископ Нижне-Дунайской епархии с титулом «Галацкий». 18 февраля того же года в Никольском храме города Галац состоялась его епископская хиротония.
12 июля 1994 года в связи со смертью архиепископа Анфима церковной избирательной коллегией был избран епископом Нижне-Дунайским. 24 июля того года в кафедральном соборе города Галац состоялась его интронизация, которую возглавил патриарх Румынский Феоктист.
В том же году стал секретарём Богословско-богослужебно-учебной комиссией Священного Синода румынской православной церкви. В 1996 году получил почётный титул сенатора Нижне-Дунайского университета в Галаце.
12 июля 2002 года комиссия научного совета Нижне-Дунайского университета в Галаце ему была присужила ему учёную степень университетского профессора на факультете словесности, истории и богословия кафедры богословия и философии. С того времени преподавал в Нижне-Дунайском университете.
18-19 июня 2009 года решением Священного Синода Румынской православной церкви Нижне-Дунайская епископия была возведена в ранг архиепископии, в связи с чем епископ Кассиан стал архиепископом.

## Награды
- Великий офицер национального ордена «За заслуги» (1 декабря 2000 года)[6]
- Орден Почёта (14 сентября 2010 года, Молдавия) — в знак глубокой признательности за выдающийся вклад в воссоздание Бессарабской митрополии и особые заслуги в возрождении румынской духовности и продвижении православных христианских ценностей[7]